# Lochner v. New York
Par l'arrêt Lochner v. New York de 1905 (198 US 45), la Cour suprême des États-Unis déclare inconstitutionnelle une législation de l'État de New York limitant les horaires hebdomadaires de travail. Par 5 voix contre 4, la Cour interprétait en particulier le XIVe Amendement et la clause de due process comme impliquant une liberté contractuelle totale, empêchant toute régulation législative de celle-ci. La loi annulée, le Bakeshop Act de 1895, avait limité la journée de travail des boulangers à 10 heures, et la semaine à 60 heures.
Cet arrêt est considéré comme l'un des « grands arrêts de la Cour », et donne son nom à l'ère Lochner durant laquelle celle-là s'oppose de façon constante, et jusqu'à la fin des années 1930, à toute régulation de l'économie et à toute législation un tant soit peu exigeante concernant le droit du travail.

## Opinion majoritaire
L'opinion majoritaire rédigée par le juge Rufus Peckham (en) admettait l'existence d'un pouvoir de police des États, autorisant ceux-ci à réguler le comportement des individus lorsqu'il y va de la « sûreté, de la santé, de la morale ou du bien-être général ». Néanmoins, elle considérait qu'en l'espèce, la limitation du temps de travail ne tombait pas sous la compétence de ce pouvoir de police, et violait la liberté contractuelle garantie, selon la Cour, par le XIVe amendement. La Cour considérait notamment que la loi n'avait aucun rapport réel avec la santé des boulangers.

## Opinions dissidentes
Dans sa courte opinion dissidente, le juge Oliver W. Holmes déclara: « le Quatorzième Amendement n'est pas une mise en œuvre des Social Statics de M. Herbert Spencer », dans une allusion transparente au laissez-faire intégral préconisé par ce dernier - et auquel Holmes adhérait à titre personnel. Il soulignait que la décision s'appuyait sur une théorie économique qui ne bénéficiait pas d'un appui généralisé dans le pays (l'affaire fut "decided upon an economic theory which a large part of the country does not entertain."). Une Constitution n'est pas destinée à incarner une théorie économique particulière, poursuivait-il.
Une autre opinion dissidente fut rédigée par John M. Harlan et signée par Edward D. White et William R. Day. Celle-ci soutenait en gros que la loi concernait bien la santé des boulangers et tombait donc sous le pouvoir de police reconnu aux États.

## Interprétations rétrospectives
L'arrêt Lochner a été considéré, rétrospectivement, par de nombreux commentateurs comme un exemple de pouvoir des juges ou judicial activism, la Cour outrepassant ses pouvoirs pour s'opposer au législateur. Certains libertariens continuent cependant à défendre cet arrêt au nom de la liberté contractuelle des individus : le Cato Institute, Richard Epstein (en) (1985) et Randy Barnett partagent cet avis.
Par ailleurs, dans un article célèbre de 1987, Cass Sunstein a mis en cause l'interprétation prédominante selon laquelle il s'agit d'un cas où la Cour outrepassait ses pouvoirs. Il a plutôt décrit cet arrêt comme découlant d'une interprétation de la Cour selon laquelle la neutralité doit s'entendre en termes de respect du common law régissant le marché, lequel conduirait à une distribution des richesses conforme au droit naturel. Selon cette interprétation jusnaturaliste, l'arrêt Lochner v. New York n'aurait en fait jamais été véritablement renversé par la Cour, affirme Cass Sunstein, qui se pose en défendeur d'une autre interprétation du constitutionnalisme qui enracinerait celui-ci dans des règles issues du New Deal. Des arrêts comme Buckley v. Valeo (1976), affirme-t-il, reposent sur le même raisonnement que Lochner, la Cour considérant en l'espèce que l'État n'a pas à ré-équilibrer les puissances respectives des individus s'agissant de l'expression de leurs idées. De la même façon, Heckler v. Chaney (1985) appuie l'idée qu'on ne peut soumettre l'inaction administrative à une procédure d'examen judiciaire, l'inaction ne pouvant être considérée comme une « interférence » ou « comme constituant un pouvoir coercitif sur la liberté d'un individu ou ses droits de propriété ».